# Époque protogéométrique

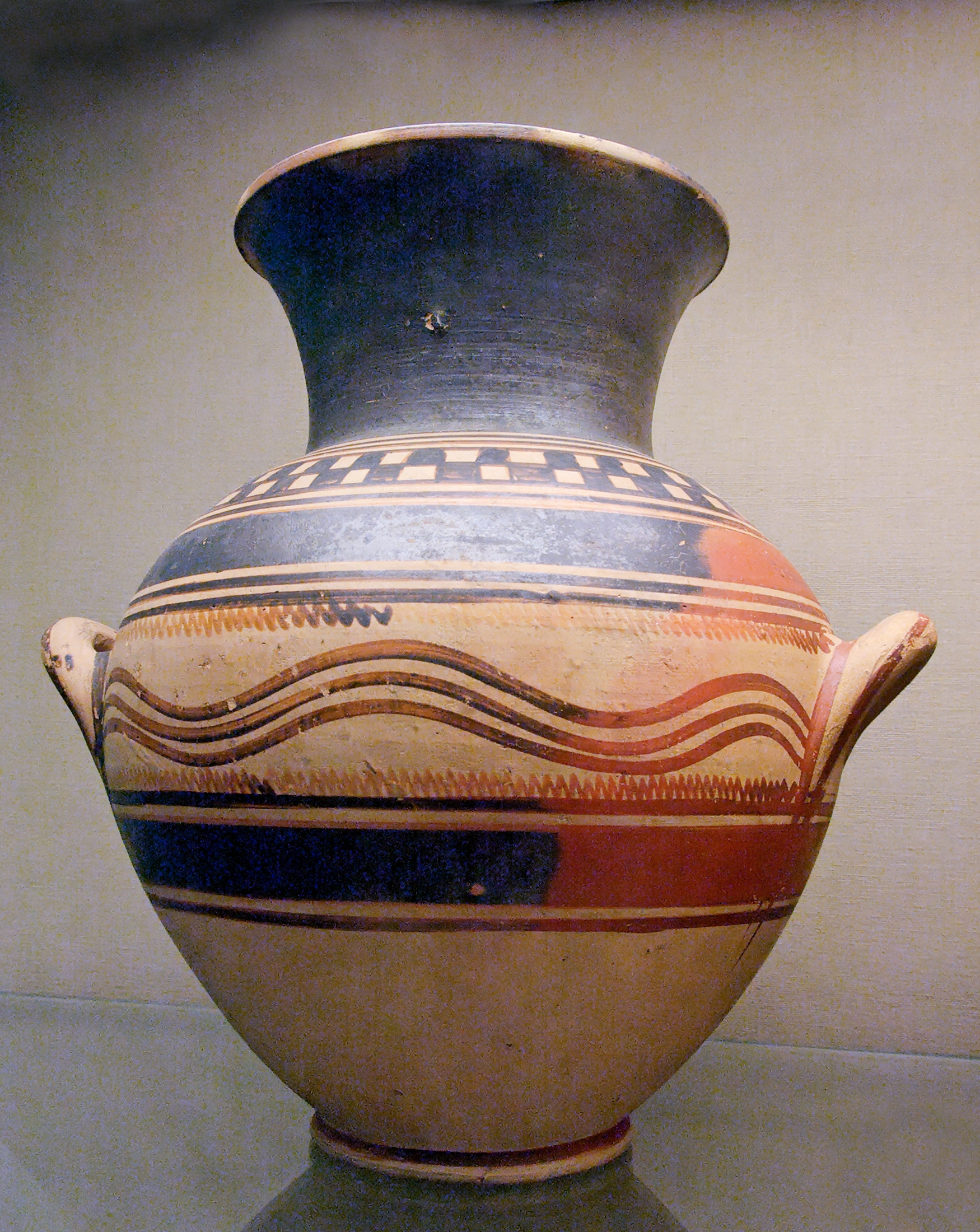
Amphore protogéométrique à panse ansée, 950-900 av. J.-C. (Protogéométrique récent), British Museum

Sauf précision contraire, les dates de cet article sont sous-entendues « avant l'ère commune », c'est-à-dire « avant Jésus-Christ ».
L'époque protogéométrique se situe approximativement de 1050 à 900 av. J.-C. en Grèce et s'est fondée sur l'évolution des styles céramiques à cette époque, très différents des formes mycéniennes qui les avaient précédés. Elle est au centre des « siècles obscurs », une période dont l'appellation vient des faibles connaissances que l'on avait au milieu du XXe siècle. Cette époque protogéométrique correspond aussi à l'apparition du fer dans les cultures de la Grèce. Elle succède au Submycénien et précède l'époque géométrique (vers 900 à 700 av. J.-C.). 

## Histoire et céramiques

Localisation des principaux sites archéologiques de la Grèce des siècles obscurs.

### Généralités
Le découpage de l'histoire très ancienne de la Grèce en périodes plus ou moins courtes nécessite quelques précisions préalables. L'Helladique correspond à l'Âge du bronze en Grèce continentale. Cette période, l'Helladique, s'achève avec l'Helladique Récent IIIC, 1190-1070 (1170-1030 qui intégrerait le Submycénien). Les palais mycéniens disparaissent au Bronze final, c'est-à-dire à l'Helladique Récent II et au début de l'Helladique Récent III, et à l'Helladique récent IIIC, c'est-à-dire, entre 1185/80 et 1065 selon la chronologie absolue basse, ou entre 1190/1180 et 1065/1060 selon la chronologie absolue haute, le processus est quasiment achevé. 
C'est entre, environ, 1195 et 1180 que l'on constate les destructions énormes qui ravagent la Méditerranée orientale. L'Helladique Récent IIIC final correspond aux environs de 1120 à 1070 et le Submycénien aux environs de 1070 à 1020. Cette période apparaît, plus précisément en Attique après 1020. Elle s'étend jusqu'en 900, quand se généralise le style géométrique ancien.  
L'art céramique se distingue alors très nettement de ce qui a précédé. En ce qui concerne l'apparition du fer, les objets en fer sont très peu nombreux et encore moins objets de prestige. Ce n'est qu'à la fin du IXe et au VIIIe siècle que les lieux de productions se multiplient et que l'usage du fer se diversifie.

### Antécédents:  crise mycénienne et «Peuples de la mer»
C'est une période de rupture d'avec l'univers mycénien qui subsistait encore malgré la fin des palais mycéniens, un siècle plus tôt, peu après 1200. Certes les destructions des palais et des villes du Levant, que les Égyptiens ont affronté aussi, sont dus aux « Peuples de la Mer ». Mais l'origine est antérieure, en Égée. Les études sur lesquelles s'appuie J. Zurbach font remarquer que les arguments pour une « invasion » de prétendus Doriens ne tiennent pas. Ainsi des spécialistes du linéaire B, identifiant des variations grammaticales entre les textes existants, ont isolé un mycénien « spécial », distinct du mycénien « normal » et qui pourrait être la trace d'une langue parlée par des Doriens, déjà sur place mais non mentionnés dans les textes. D'autre part, il semble bien que les textes sur Troie et sur Mopsos, entre autres, intègrent des éléments restés dans les mémoires, mais cela ne veut pas dire que tout y est véridique : ces récits de conquêtes ont ainsi permis à certains groupes de justifier leur pouvoir, comme les Spartiates sur les Hilotes. Enfin la chronologie actuelle ne fait plus correspondre  destructions et nouveautés "apportées" par une "invasion". Elle permet de détacher les deux décennies de destructions de ces nouveaux phénomènes socio-culturels qui sont, en fait, intervenus plus tard. Ainsi l'incinération ne se généralise que 150 ans après, et le fer n'apparaît qu'au milieu du XIe siècle, là encore environ 150 ans après les destructions. 
Si l'on s'appuie sur les textes égyptiens, des destructions ont été causées par les « Peuples de la Mer » venus de plusieurs régions de la Méditerranée : ce sont des Shardanes, connus comme mercenaires en Égypte (des Sardes ?), des Shekelesh (originaires de Sicile ?), les Danaens, des Achéens tout comme les Ekwesh, les Pelest, des Philistins, les Tjeker, les Teucroi, à situer près de la Troade, et les Teresh qui seraient des Étrusques. D'après cette liste il est possible que l'effondrement du système mycénien ait eu pour contre-coup la migration vers l'Est de ces groupes, précédemment imprégnés de culture mycénienne, mais aussi habitués à la piraterie, et d'anciens mercenaires. L'effondrement mycénien, lui-même antérieur à ces phénomènes, serait peut-être dû à la fiscalité et à la conscription imposées aux paysans, voire à l'esclavage, lequel minait tout le Levant. Le goût des princes mycéniens pour les razzias aurait aussi déstabilisé la région. Et l'étude du climat ancien montre des successions de sécheresses qui ont entraîné de mauvaises récoltes autour de 1200 dans toute cette région. 
La rupture concerne ici des mycéniens qui n'ont donc plus de palais. La production d'objets de luxe ne peut se maintenir que là où subsiste une certaine richesse, par les héritages ou les pillages. On constate, en conséquence, la réduction massive des productions, réduction qui commence parfois avant 1200. Mais certaines productions nouvelles sont constatées : un nouveau type d'épée, venu d'Europe centrale ou d'Italie, dit « Naue II » se répand rapidement. On suppose le travail d'experts étrangers dont la présence aurait été favorisée par des groupes privilégiés. De nouvelles céramiques apparaissent aussi, surtout façonnées à la main, parfois à décor cordé, typiques de l'Italie, des Balkans ou de Macédoine et d'Épire. Cette pratique peut avoir été importée avec les objets, mais elle s'est implantée aussi en Égée, localement, et n'est assurément pas la trace de migrations massives.
La majorité des anciens centres ayant été détruits, quelques-uns néanmoins subsistent ou réapparaissent de manière temporaire au Submycénien.

### Antécédents: céramiques duXIIesiècle, Helladique Récent IIIC final et Submycénien
Pendant le XIIe siècle (1180-1070) l'art mycénien d'après l'effondrement des palais subsiste très peu, avec de rares céramiques de qualité présentant encore des décors variés, fondés sur les courbes et contre-courbes fluides des animaux, mais aussi avec des scènes comme celle d'une bataille en mer provenant de Mycènes. Les centres de production de cette qualité ont été rares et éphémères. On rencontre aussi une nouvelle céramique, non tournée, façonnée à la main et d'origine étrangère (Italie...) qui est intégrée à la céramique tournée et d'usage populaire quotidien ; ce type de céramique qui apparaît dès le XIIIe siècle est bien plus abondant pendant une période, à la fin de l'Helladique Récent IIIC ancien (pour 30 % de la production), et finit par décliner. Cette céramique non tournée serait un indice de l'installation de petits groupes venus d'Italie au XIIIe siècle (ou, à Troie, venus des Balkans), mais il ne s'agirait pas d'envahisseurs.

### Céramiques du Protogéométrique

#### Poterie

##### Le noir grec
Le style des vases peints qui caractérise la période se distingue du siècle précédent. Tout d'abord l'argile est mieux épurée et, d'autre part, la peinture noire au lustre si particulier - et qui distingue la céramique grecque en général - trouve ici la mise au point de son processus. Elle est obtenue en trois phases.
Phase oxydante: le potier laisse pénétrer l'oxygène par une ouverture dans le four. La température atteint 800° C.
Phase de la couleur noire : En fermant cette ouverture et utilisant du bois vert l'atmosphère dite réductrice devient pauvre en oxygène et riche en carbone. La température s'élève à 1000° C. La peinture, une argile elle aussi et qui est riche en fondant (du potassium), vire au noir et prend ce bel aspect métallique.
Phase oxydante : On fait entrer à nouveau l'oxygène par l'ouverture et la terre cuite non peinte retrouve sa couleur claire.
Les archéologues ont découvert autour des fours des indices du contrôle de la cuisson au fur et à mesure des opérations, des petits tests réalisés par les potiers sur des fragments de céramique.

##### Nouveaux décors
Au XIe siècle, au Protogéométrique, l’usage de demi-cercles et cercles concentriques dessinés au compas caractérise cette période. Ensuite, le Géométrique ancien (900-850) reprendra ces caractéristiques du Protogéométrique mais en les organisant de façon plus complexe. Au cours du Géométrique ancien d'autres motifs apparaissent aussi, dont les grecques et les méandres qui seront d'un usage constant au Géométrique.

Tombe d'une jeune fille inhumée. Protogéométrique, vers 1000. Musée de l'Agora antique d'Athènes
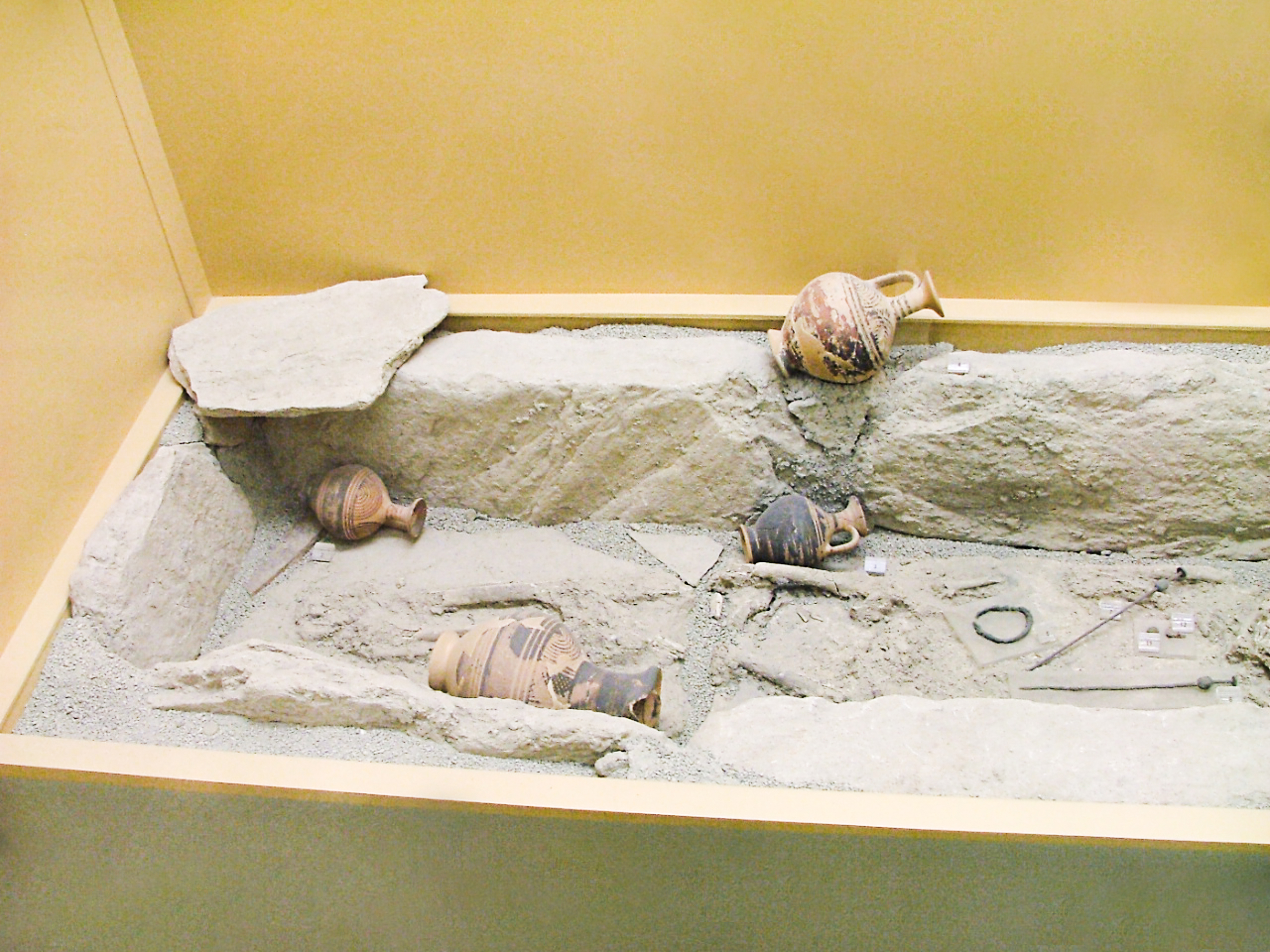
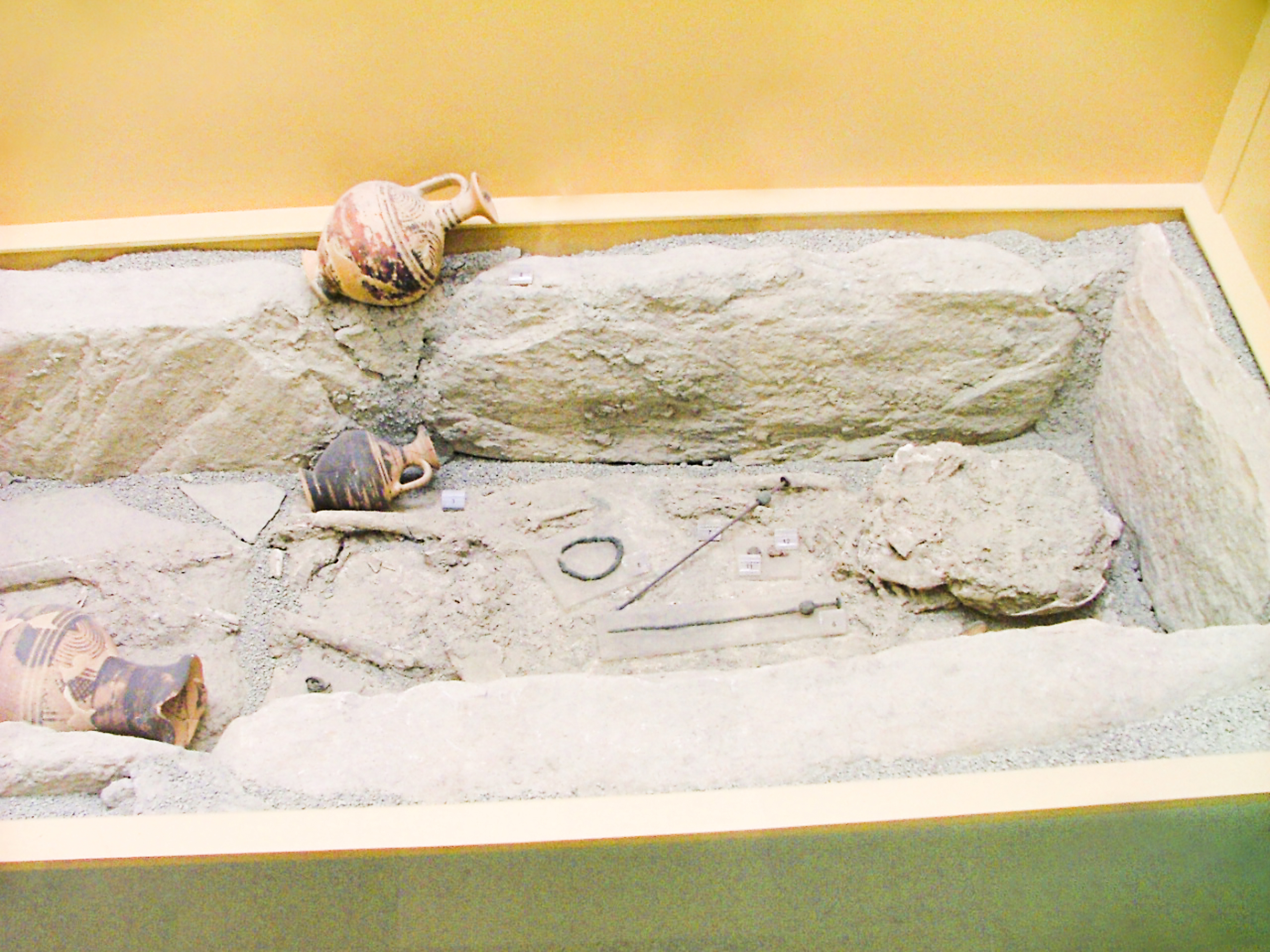

La céramique « protogéométrique » précède le décor dit « géométrique ». Mais elle ne manifeste pas les prémices du style qui va suivre, les décors sont différents. La maîtrise de la forme du pot sur son axe, et l'usage d'un décor à larges bandes horizontales ou de filets horizontaux révèlent l'usage du tour à rotation rapide. Celui-ci permet de jouer plus librement avec les formes, de monter des parois plus fines pour des vases plus grands. On constate aussi la généralisation du compas - dont la trace de la pointe est souvent apparente - muni de nombreuses brosses à peindre. Ces brosses produisent des cercles et demi-cercles concentriques parfaits, d'égale largeur et à égale distance, allant parfois jusqu'à 12 cercles. Les parties peintes mettent en valeur les différentes parties qui constituent le récipient (pied, panse, col, lèvre, anses). Le principe de la répétition d'un motif identique permet des jeux calculés sur les espacements en fonction de l'espace disponible.
L’aspect global des poteries est assez sobre. Les couleurs des peintures : noir, gris-noir, brun, rouge, orange clair et parfois engobe jaune ou jaune-rouge. Plusieurs motifs sont récurrents : la bande horizontale ou ondulée, les cercles concentriques ou demi-cercles concentriques, mais aussi la ligne droite, les hachures, le triangle, le carré et le losange, le zigzag, éventuellement encadré, l'arête de poisson, le disque, la roue à 8 rayons. La figuration est exceptionnelle.
L'amphore à deux anses est un modèle courant. Ces amphores sont décorées sur l'épaule d'arcs de cercle concentriques, sur un ensemble de bandes et filets, puis éventuellement de traits verticaux à la base du col. Un filet pouvait orner l'anse, et plusieurs autres, sur le  col. Elles étaient utilisées comme urnes cinéraires. Celles dotées d'anses verticales étaient réservées aux hommes; celles avec des anses horizontales, aux femmes. La céramique funéraire montre la prédominance de vases fermés dont l'amphorisque à anse verticale et à embouchure large (à Chalcis, entre autres ). Les premières hydries attiques datent de la fin de l’Helladique Récent IIIC, et on en rencontre au cours de cette période protogéométrique. Cette forme alors courante mais héritée de l'époque mycénienne, celle du lécythe (une petite bouteille), sera promise à un long avenir.
Les sites de productions sont répartis en Attique, en particulier le cimetière du Céramique mais aussi en Eubée, à Érétrie, surtout à Chalcis, ainsi que sur le site de Lefkandi qui est un des principaux lieux de provenance des céramiques de cette période et qui maintient en permanence des liens avec Chypre et la Crête. À Athènes, en Eubée, à Skyros et à Rhodes, au protogéométrique récent on voit apparaître soudainement des petites figurines quelque peu similaires aux « idoles-cloches » de Béotie, datées de la fin du VIIIe siècle. Tous ces objets semblent des éléments d'un rite funéraire récurrent sur plusieurs siècles dans le monde grec, dans des tombes d'enfants et, parfois, de femmes. Un culte de la déesse de la fertilité associée aux animaux et aux arbres pourrait en être la source.

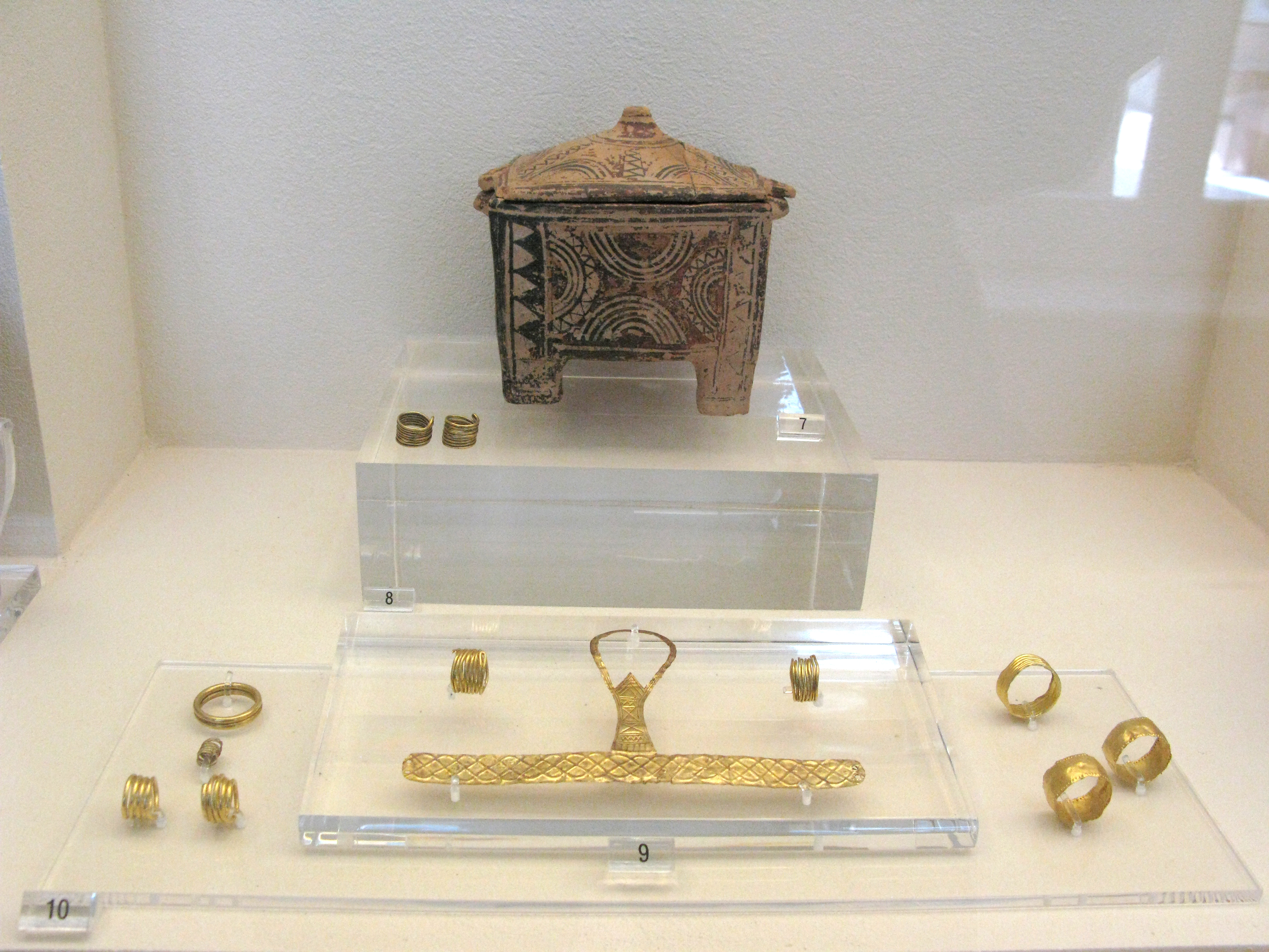
Boîte et bijoux d'une tombe de jeune fille. XIe siècle. Ancien cimetière du Céramique
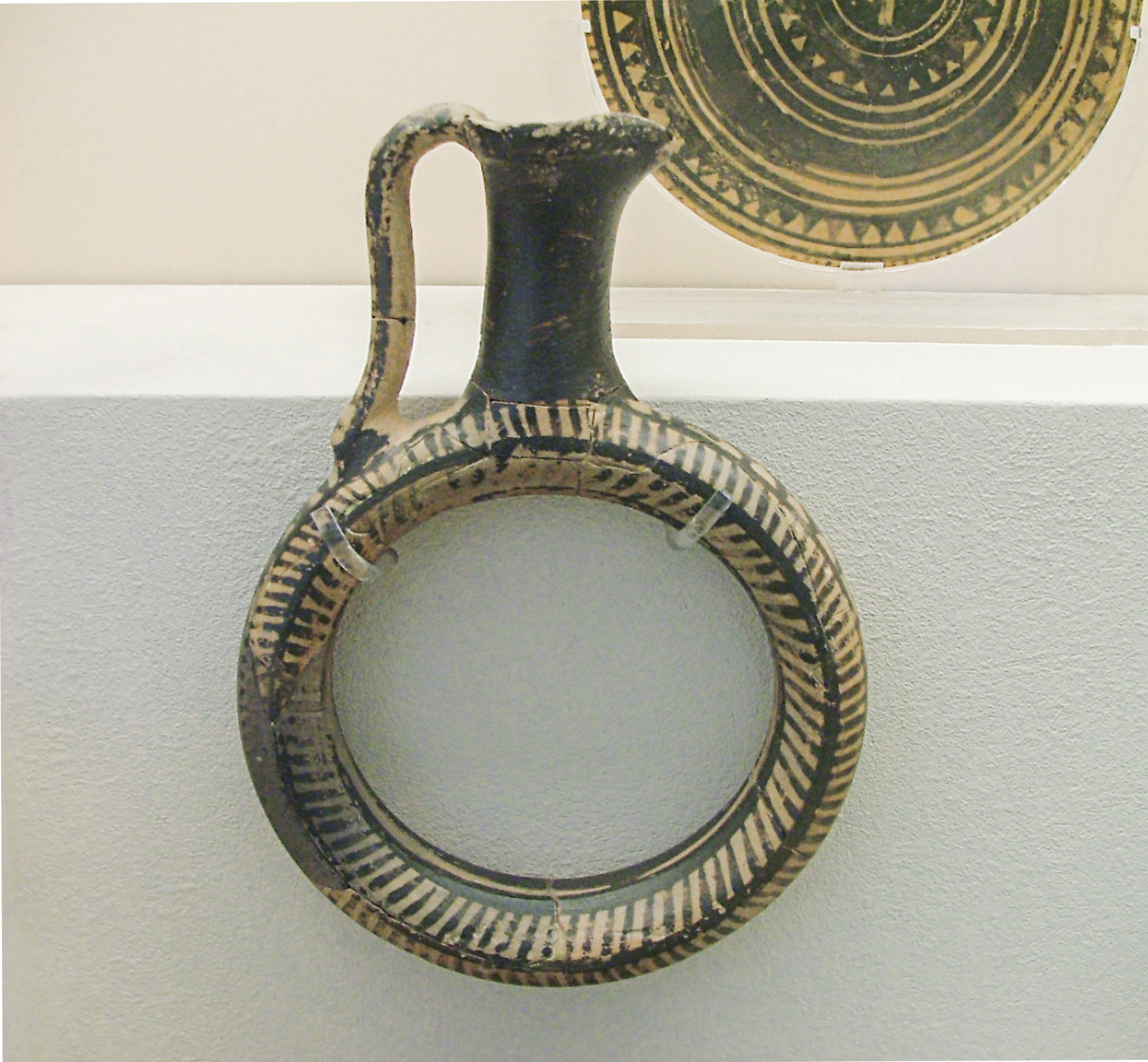
Askos en forme d'anneau d'une tombe à crémation. Tombe 33, 950-900. Musée du Céramique
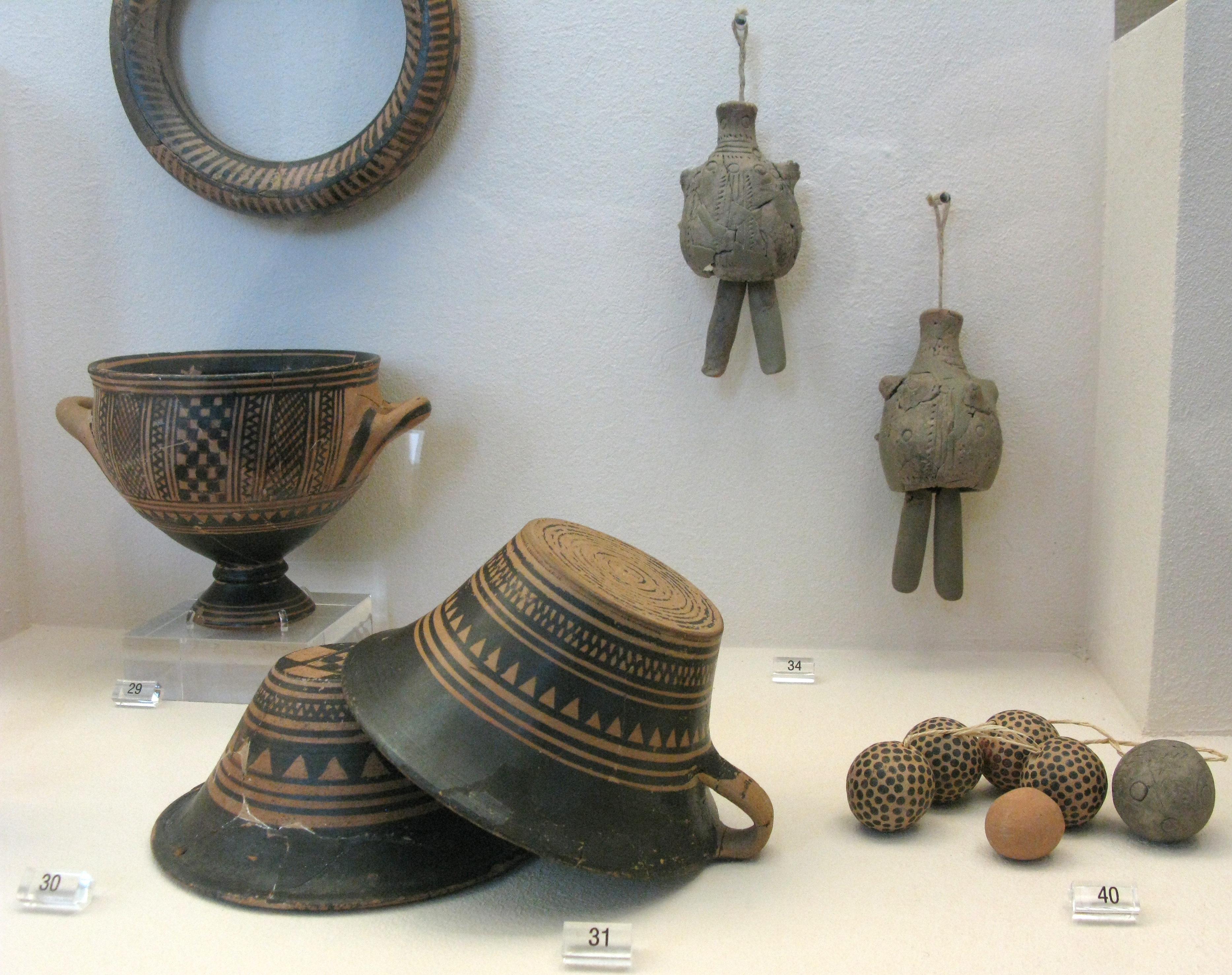
Tombe 33. Cimetière du Céramique. Xe siècle. Vases, "perles" d'argile et idoles-cloche (H. 8 cm) d'une tombe à crémation

#### Sculpture
Le site antique de Lefkandi (Eubée) a livré une figurine exceptionnelle de centaure, haute de 36 cm (un Centaure dont une blessure apparente, plus exactement une entaille à son genou antérieur gauche - entaille dont l'intentionnalité semble avérée - représenterait Chiron, précepteur d'Achille et blessé par Héraclès). Ses formes sont très stylisées, et son corps est décoré de hachures et de formes géométriques. Il devait avoir une forte valeur symbolique car on a retrouvé son corps dans une tombe et sa tête dans une autre. Chiron marque ainsi le début des représentations mythologiques en Grèce.

### Architecture et société

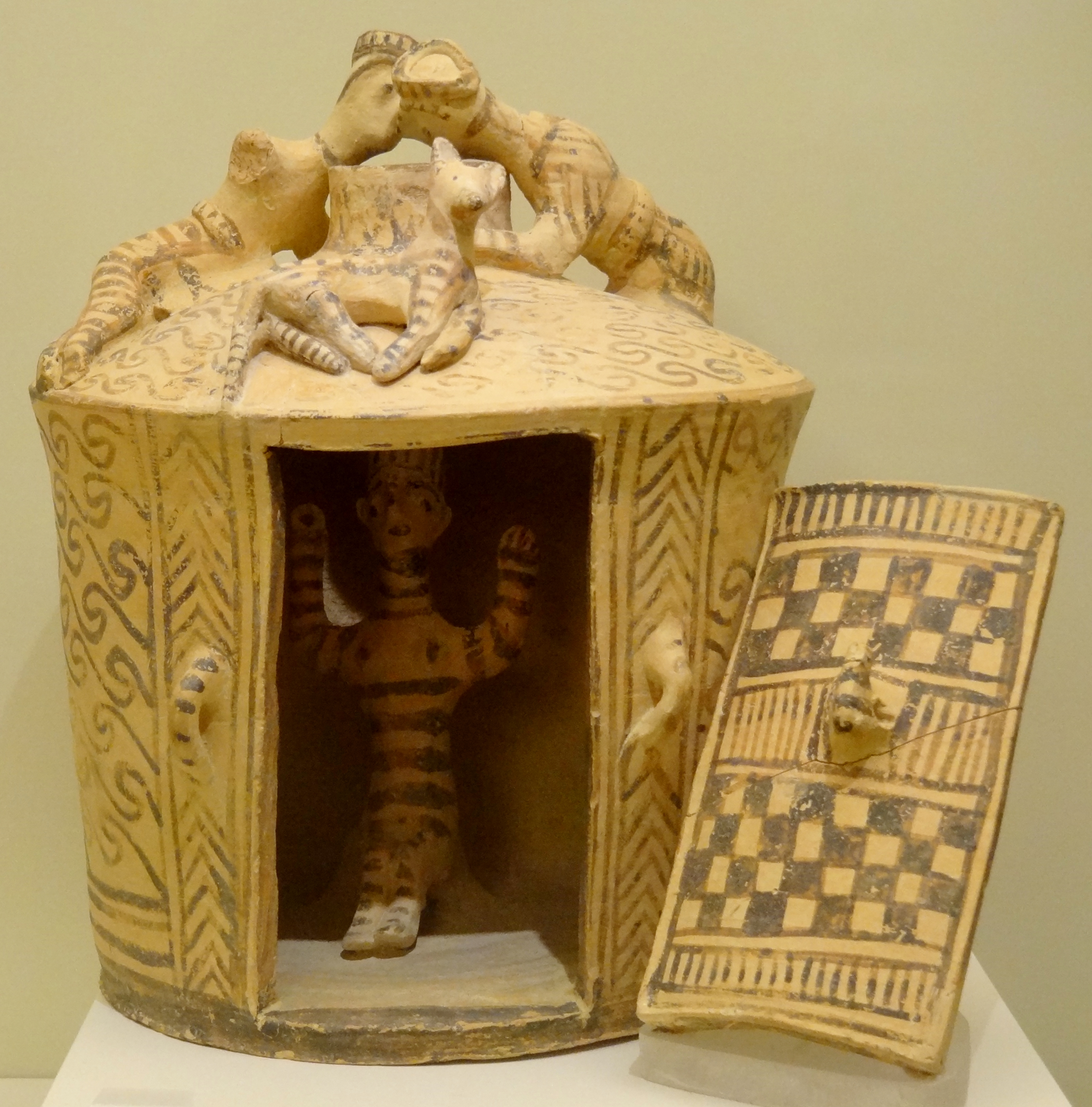
Maquette ronde en terre cuite peinte d'un petit sanctuaire circulaire contenant la figure d'une déesse aux bras levés. Deux personnages sont allongés à proximité de l'ouverture ronde du toit. Au-dessus de la porte, probablement le chien de garde du sanctuaire (?). H. 22 cm., d'une tombe à Fyties, nord d'Archánes. Protogéométrique,. Musée archéologique d'Héraklion

On ne connait que très peu d'habitat au XIe siècle et les tombes sont simples et pauvres (les tombes à ciste remplacent les tombes à chambre) dans toute l'Égée ; la nécropole la plus représentative ayant été mise à jour au Céramique, dans le quartier des potiers à Athènes. Par ailleurs, on a recours à la crémation aux environs de 1050, et cette pratique se généralise au Xe siècle en se communiquant à toute l'Égée, mais aussi en Europe centrale et en Méditerranée occidentale. Cependant les tombes elles-mêmes sont de nature diverse d'une région à l'autre. Les cendres sont rassemblées dans une urne cinéraire. Le site de Lefkandi a révélé une tombe complexe, datée de la fin du protogéométrique, fin du Xe siècle. La fosse contenait les restes de quatre chevaux et une fosse double, dont l'une contenait les restes d'une femme inhumée, et l'autre ceux d'un homme incinéré conservé dans une amphore en bronze de fabrication chypriote. Les deux tombes se trouvaient sous un bâtiment d'environ 50 × 15 m, avec abside et colonnade extérieure. Ceci indique qu'une nouvelle architecture monumentale a existé en Grèce au Xe siècle, mais de nombreuses questions restent sans réponse - d'autant que l'on y a trouvé, mais dans le village, une "maison de chef", quadrangulaire et comportant plusieurs pièces.
À quelques exceptions près, donc, les habitats ne marquent plus de hiérarchie claire, sauf en Crète (Cnossos...), mais une grande diversité régionale ou à l'intérieur d'une même région. Par contre, si les palais ont disparu, certaines habitations, plus étendues que les autres, pourraient suggérer des sociétés à big men, à chef temporaires. Parfois, au XIe siècle comme à Cnossos, certains sites d'habitat, plus étendus ou plus denses que d'autres, s'étendent en plaine ; ailleurs on préfère se maintenir sur des sites élevés du XIIe siècle, des sites qui sont considérés parfois comme des sites de refuge, et ainsi se tenir en retrait. C'est le cas du site de Karphi. Mais au protogéométrique la tendance est plutôt de redescendre vers des lieux plus accessibles. Les fortifications sont rares ou inexistantes. D'anciens villages mycéniens perdent ainsi leur aspect antérieur et les modes de construction, peut-être dans des matériaux aujourd'hui disparus, ont probablement changé aussi. La forme des bâtiments qui subsistent, à fondement en moellons, passe de la maison mycénienne, quadrangulaire à plusieurs pièces, à des bâtiments longs avec une abside, qui pouvait être séparée du reste de l'habitation par une paroi. Mais on rencontre aussi de modestes bâtiments circulaires ou de forme ovale.

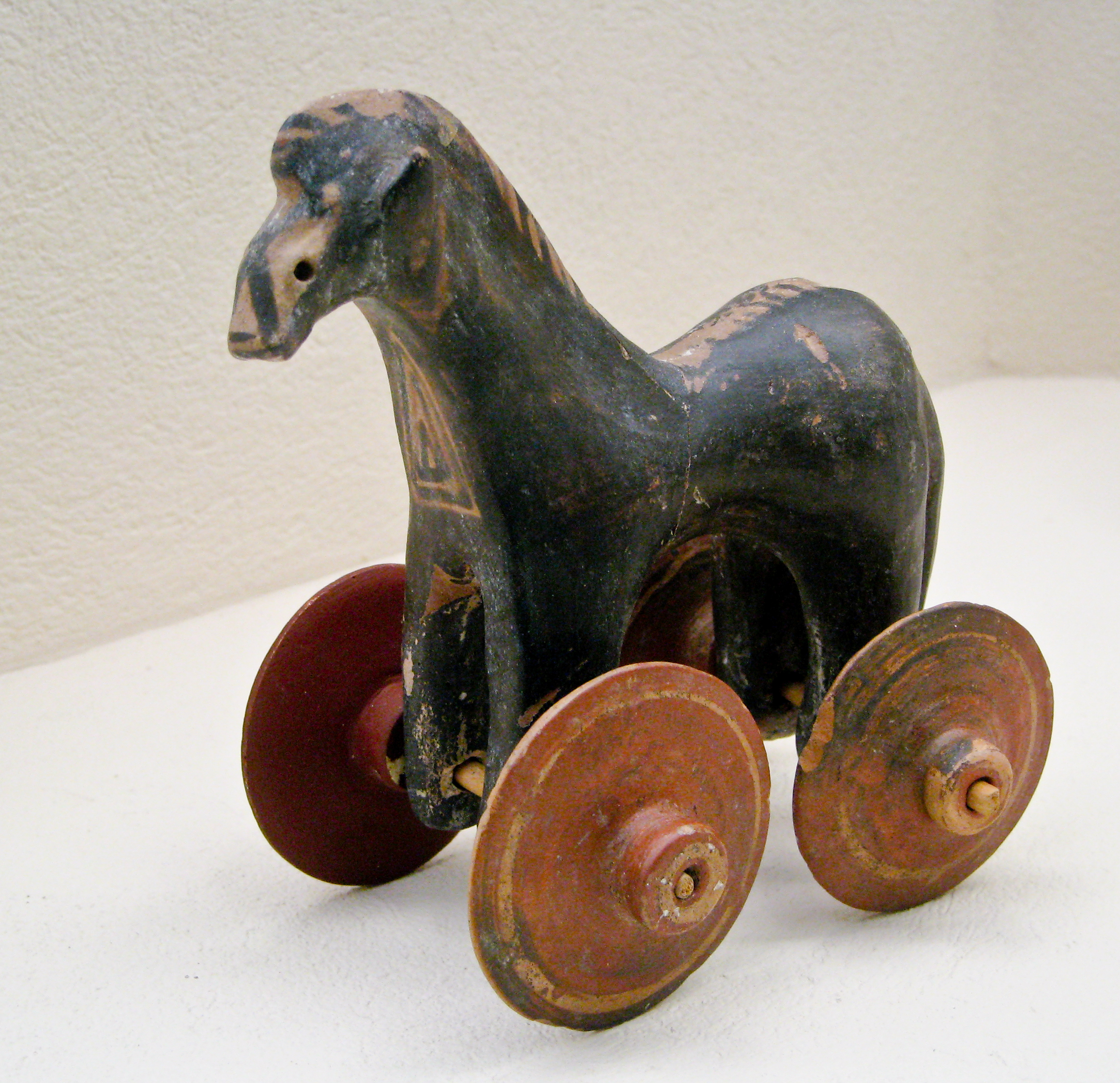
Jouet, cheval à roulettes. Tombe dite d'«enfant» (une jeune fille ?), 950-900. Musée du Céramique
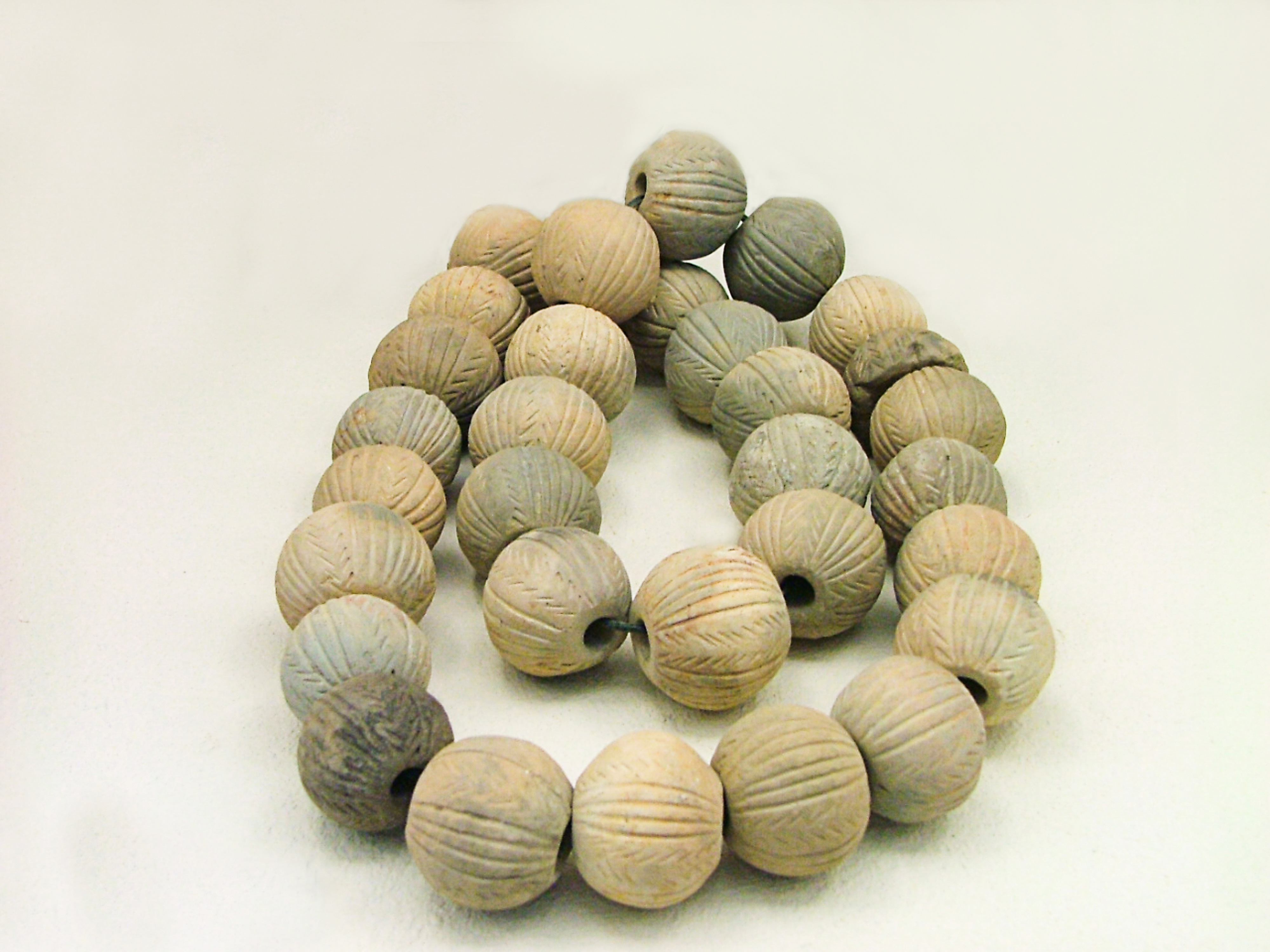
Collier en perles de terre cuite. 950-900. Musée du Céramique
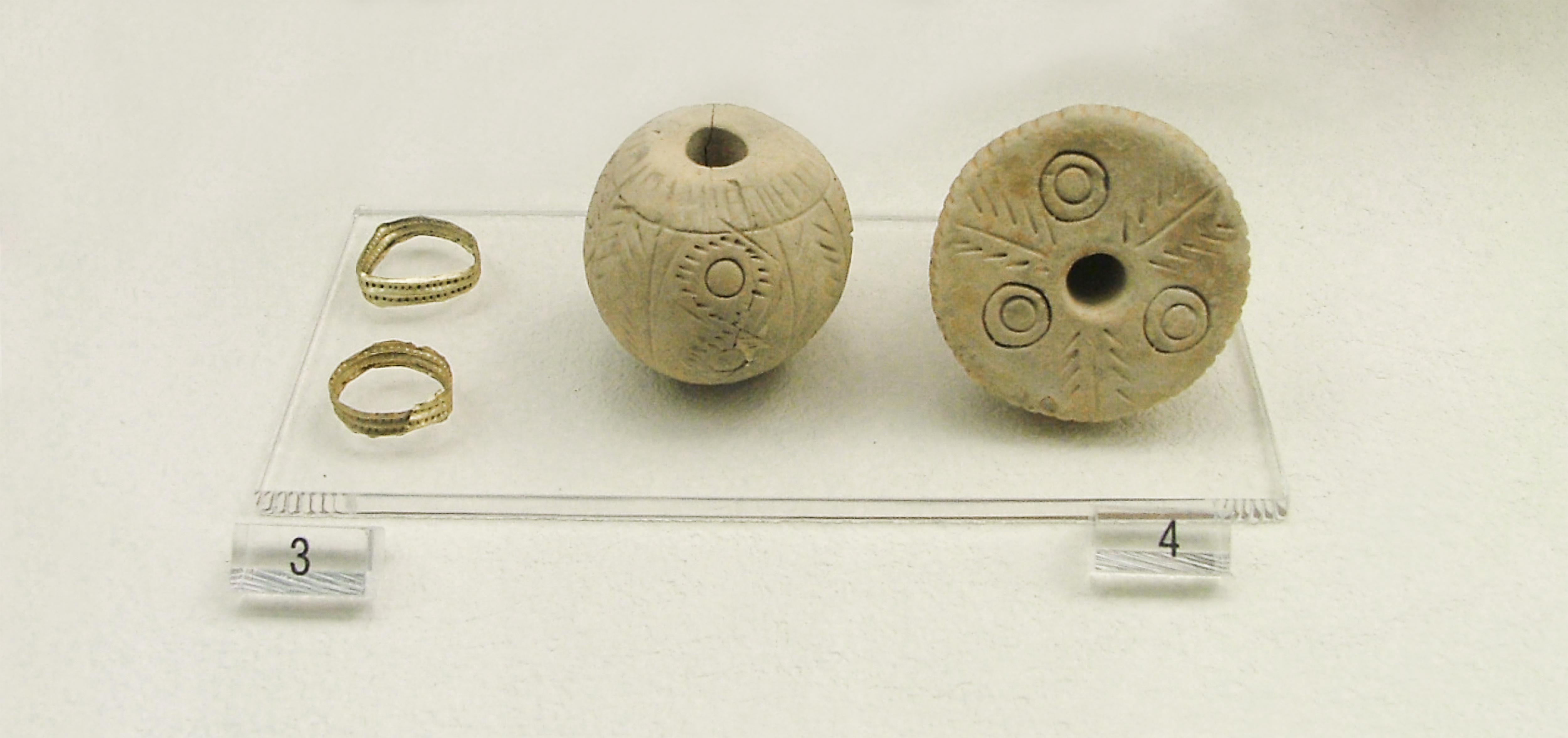
Bagues en or et pesons à fuseau. 950-900. Musée du Céramique
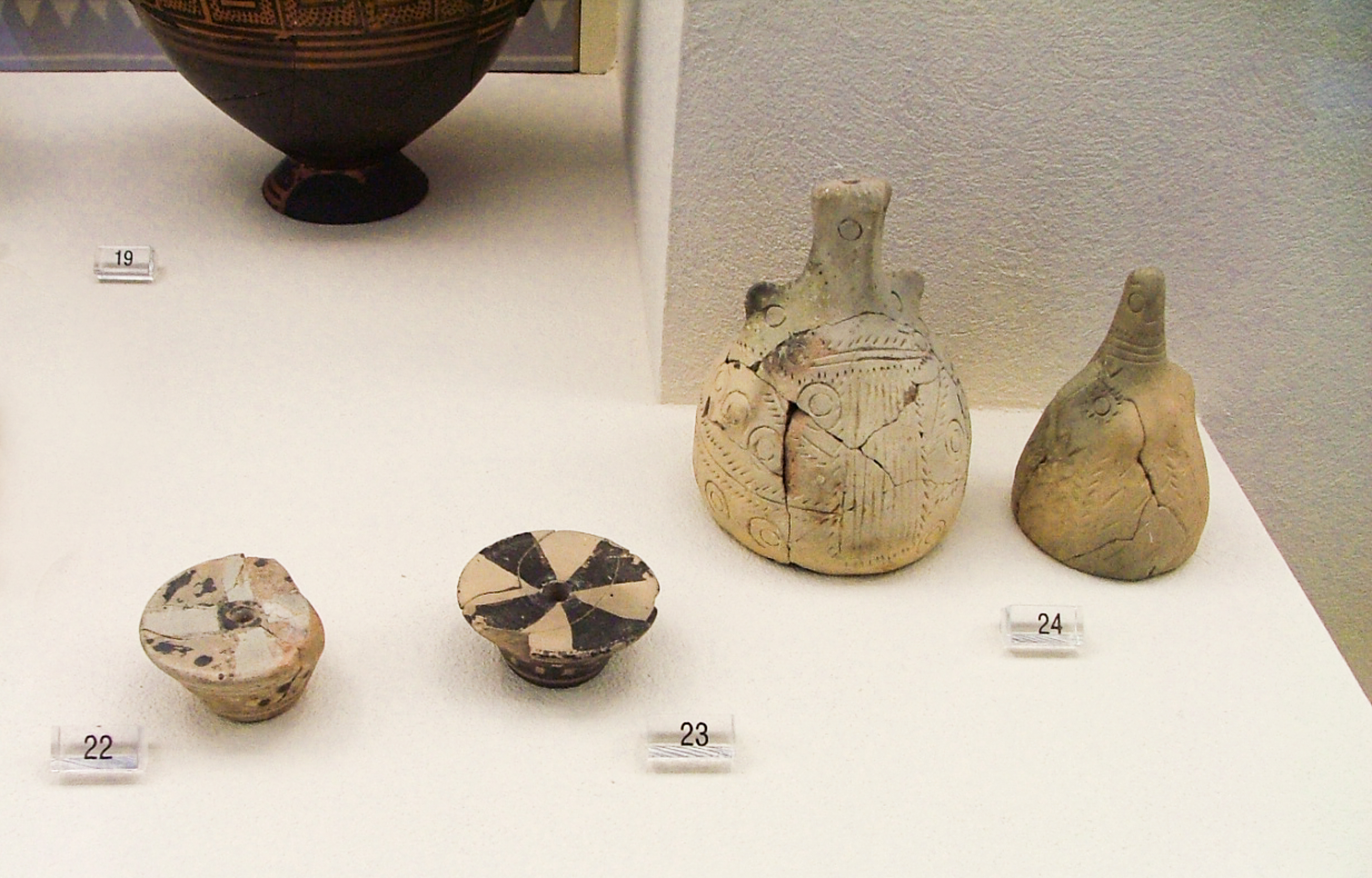
Pesons à fuseau et idoles-cloche. 950-900. Musée du Céramique

Il faut remarquer que cette époque voit de nouveaux dépôts funéraires, dans des tombes de filles et de jeunes femmes, n'ayant pas encore 18-20 ans. Ces tombes, récemment identifiées avec les nouveaux moyens dont l'archéologie dispose, permet d'envisager aussi des tombes anciennement attribuées à des « enfants ». Une certaine continuité avec la période suivante, géométrique, caractérise par leur contenu ces tombes de femmes. Cela permet à Susan Langdon (2008), d'y voir les prémices de la parthenos, la jeune fille non mariées, vierge, des époques ultérieures.
Les archéologues actuels s'accordent sur le fait qu'il s'agit d'une société agricole, avec de grands vases de stockage, des meules et des foyers. La céramique de cuisine aussi est montée à la main et non plus au tour. 

### Politique
Les rois homériques seraient en partie le reflet de la société qui précède le VIIIe siècle, époque de la composition de ces poèmes homériques, et ils auraient dominé cette société agricole au Protogéométrique et au Géométrique. 
La situation politique de la Grèce de l'époque protogéométrique serait similaire à la Grèce homérique sur certains points, notamment sur le plan politique, c'est-à-dire politiquement divisée en petites communautés indépendantes, avec chacune à leur tête un roi qui affirme son autorité et sa puissance via le biais de la guerre, entouré d'une aristocratie de guerriers.

## Galerie

Panorama de la céramique grecque, du HR IIIC au Géométrique ancien
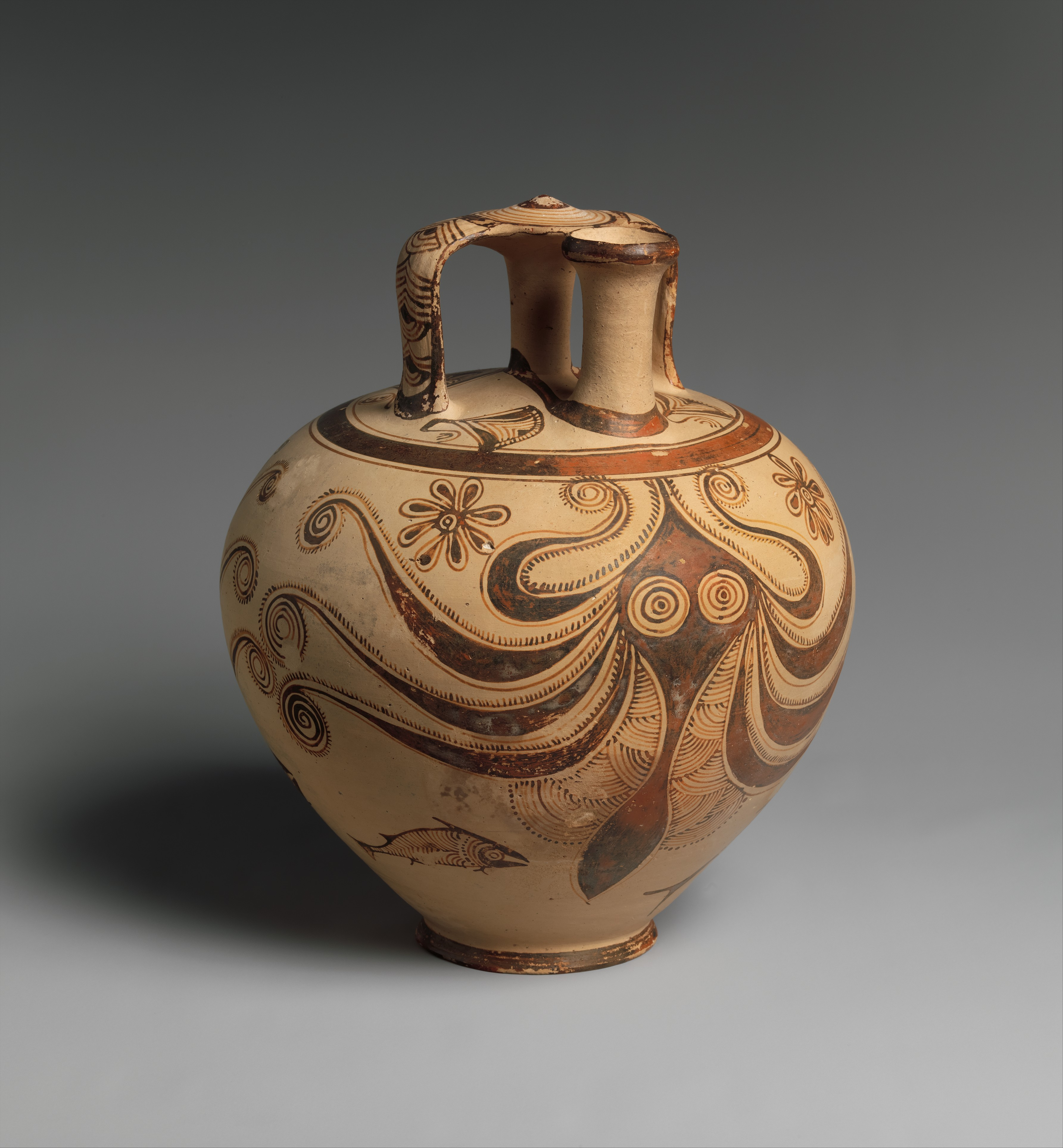
Jarre à étrier vers 1150. H. 46. Une qualité rare et éphémère. The Met
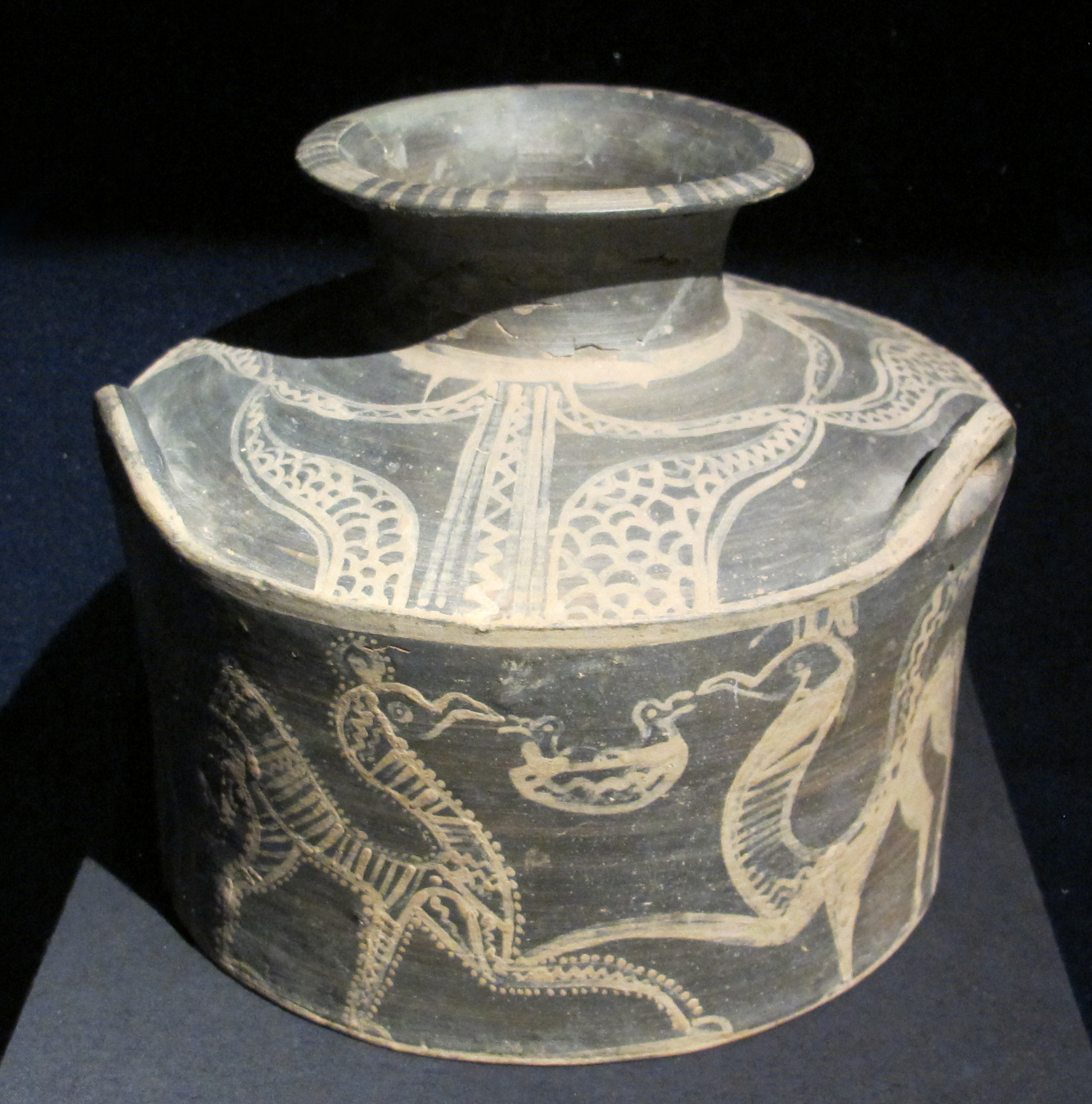
Vase de Lefkandi (Eubée). Helladique Récent IIIC, vers 1150. Des griffons nourrissent des petits dans un nid. Érétrie, musée archéologique
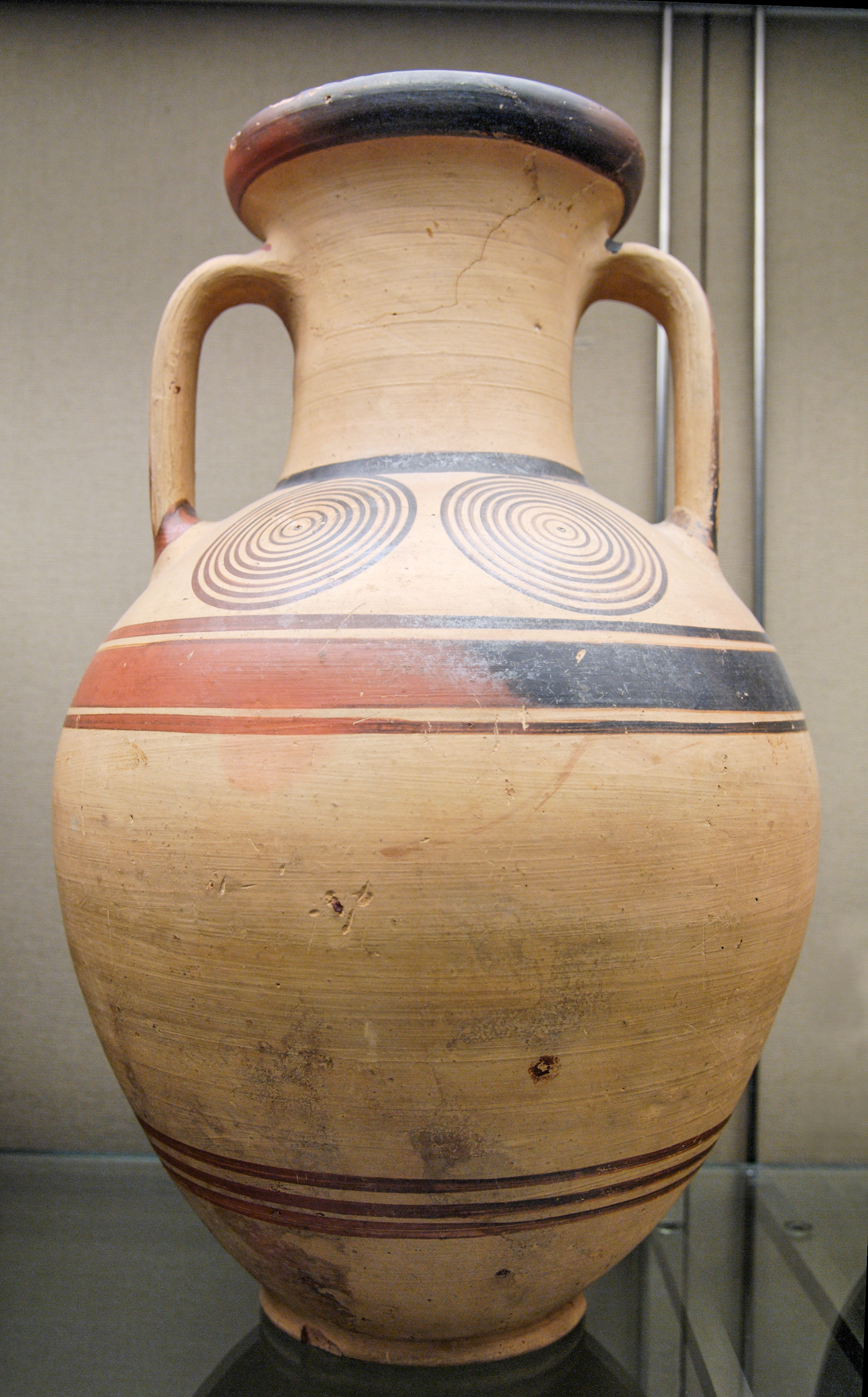
Amphore attique Protogéométrique, entre 975 et 950. British Museum
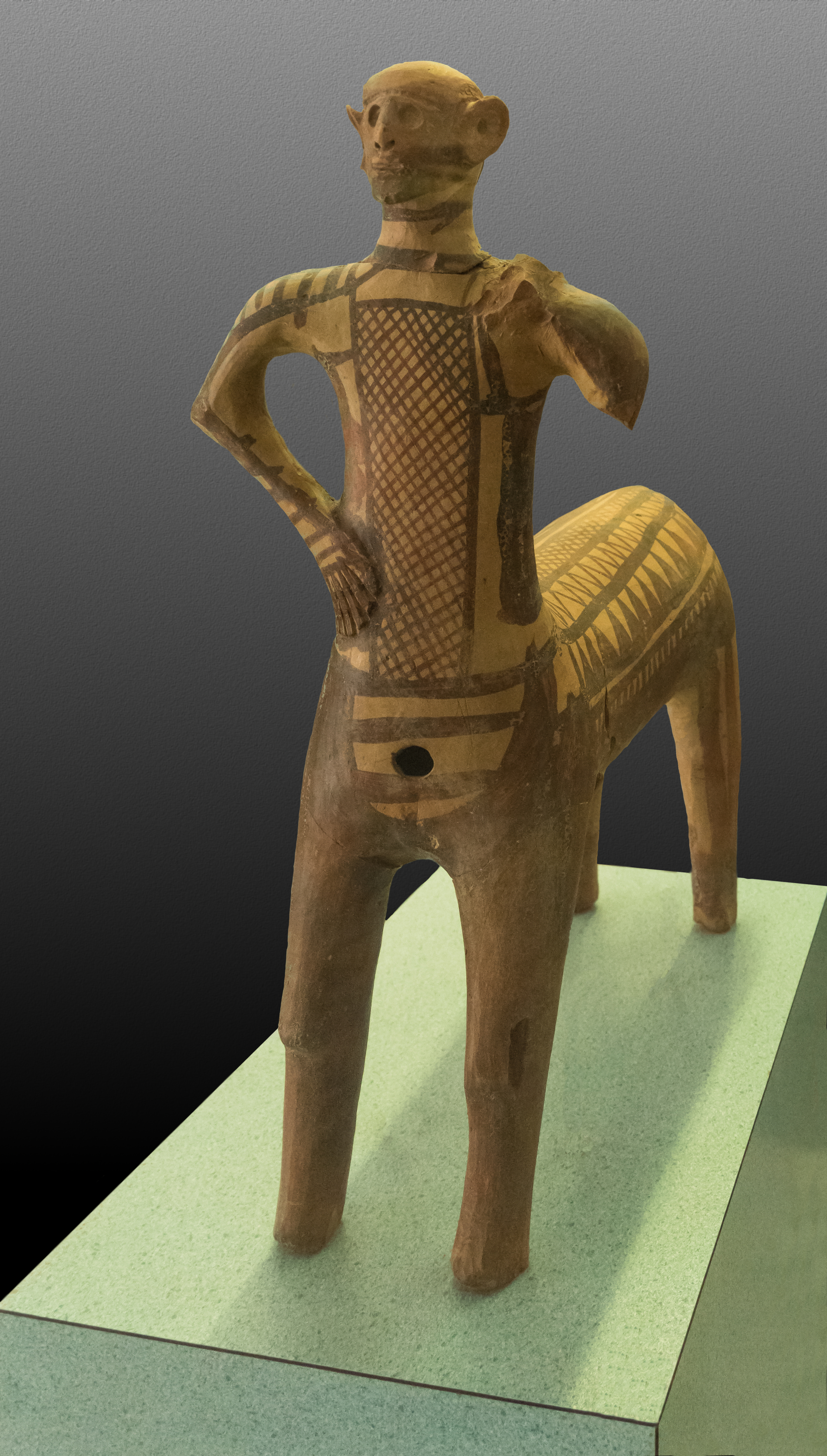
Centaure de Lefkandi, Protogéométrique. Fin du Xe siècle. H. 36 cm. Érétrie, musée archéologique
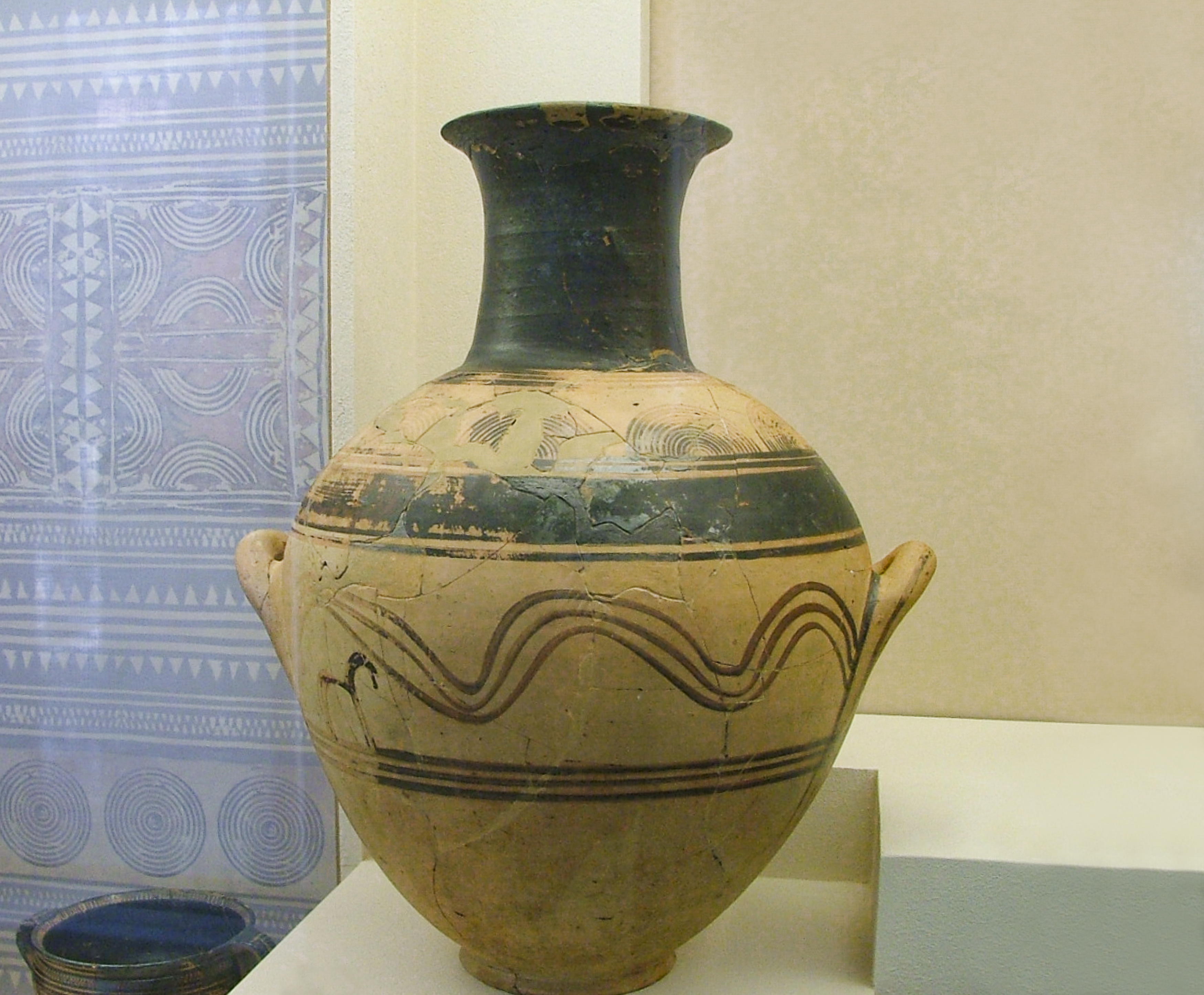
Amphore cinéraire attique Protogéométrique, au cheval. Xe siècle. Musée archéologique du Céramique
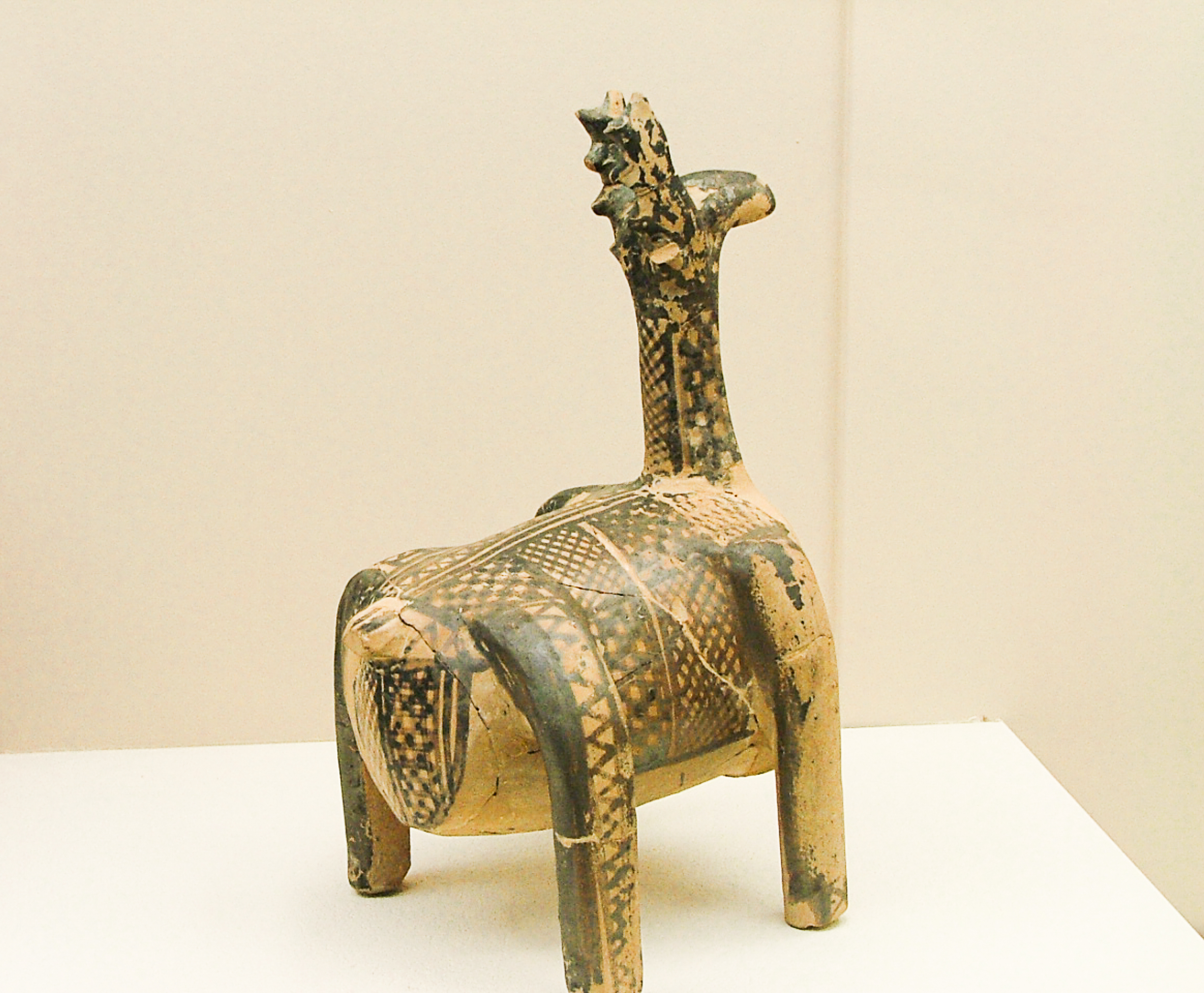
Cerf. En partie monté au tour. Tombe, env. 925-900. Musée archéologique du Céramique
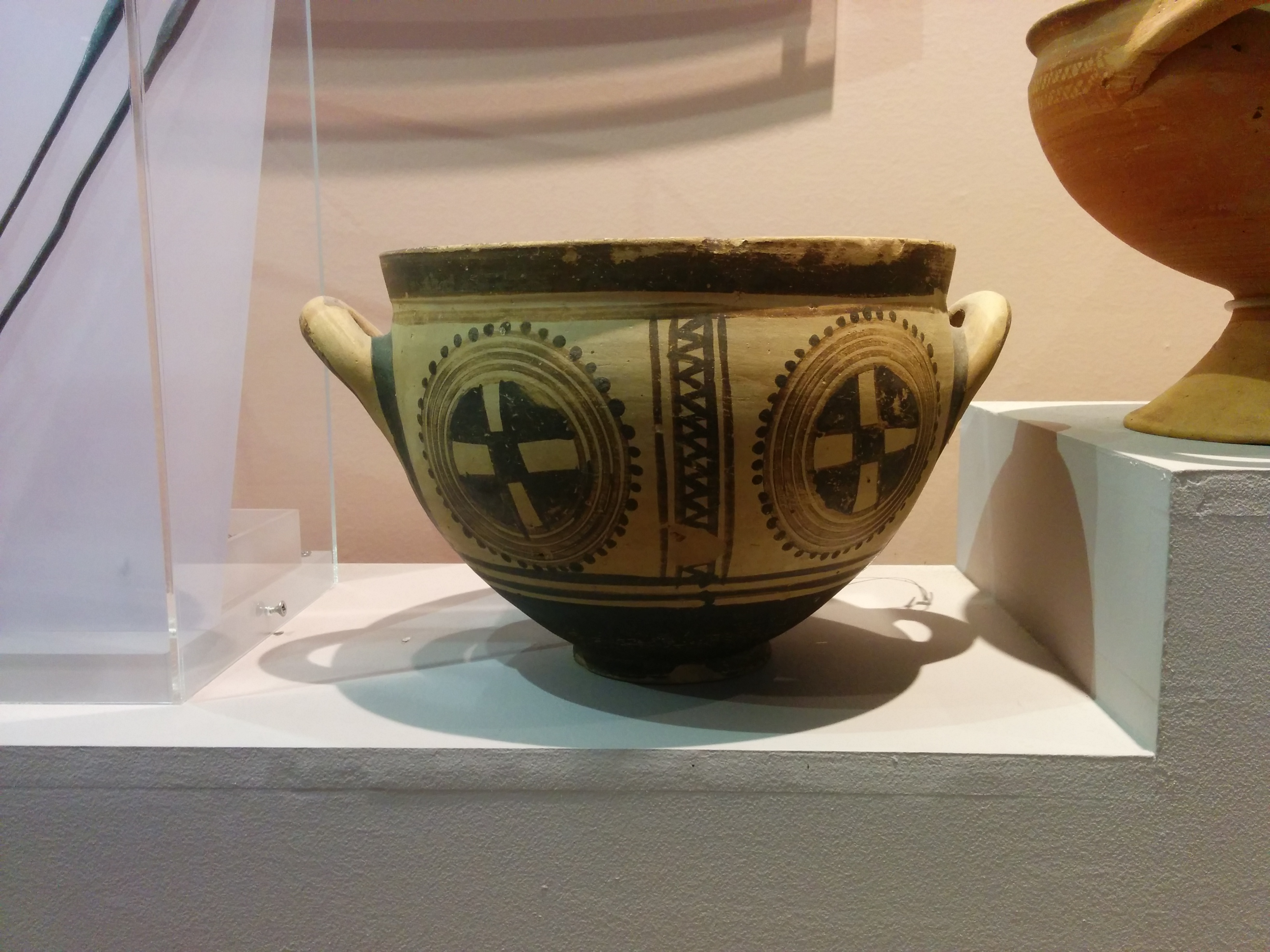
Vase de banquet (skyphos), vers 900. Musée archéologique de Thessalonique
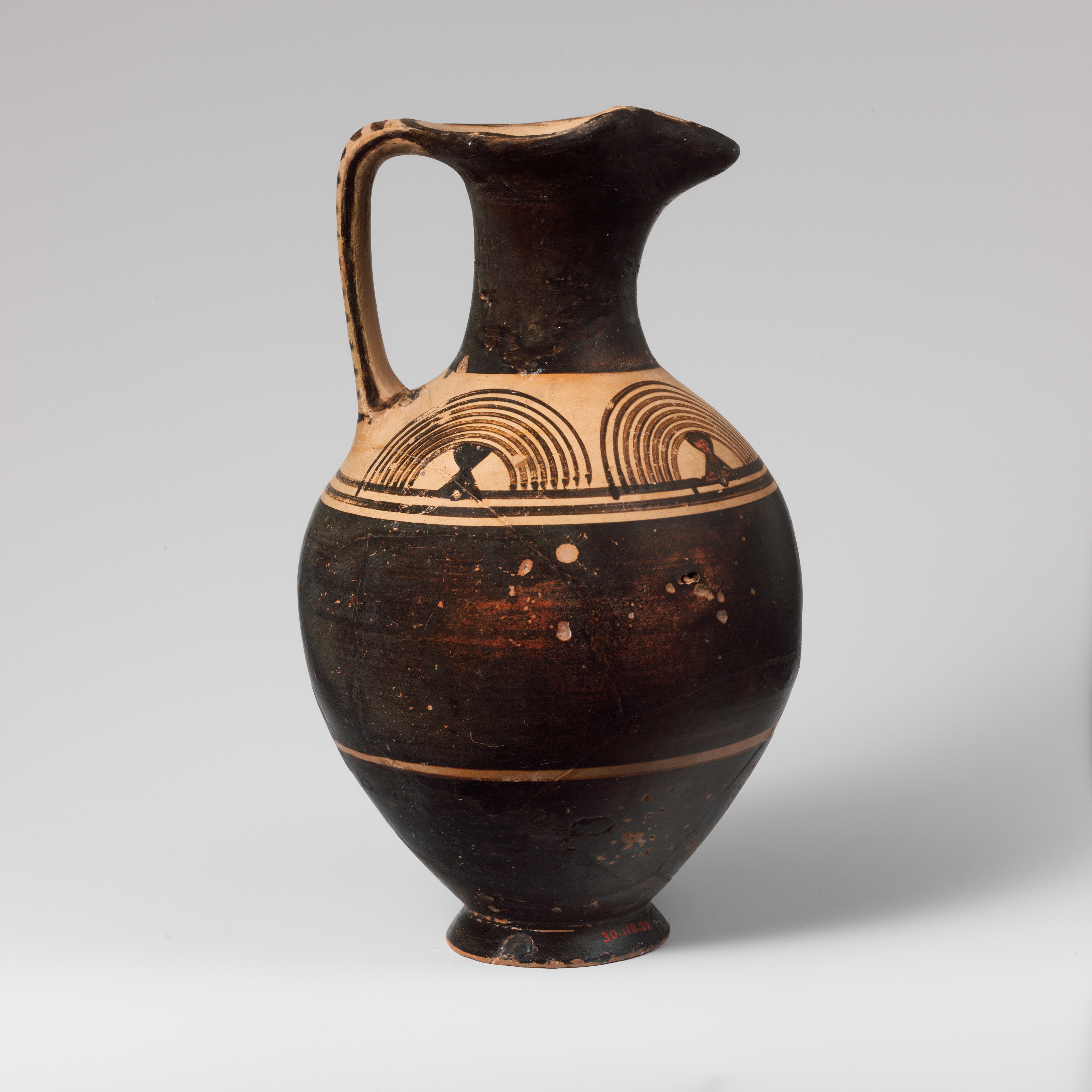
Cruche attique. Géométrique ancien, vers 900. H. 30 cm. The Met
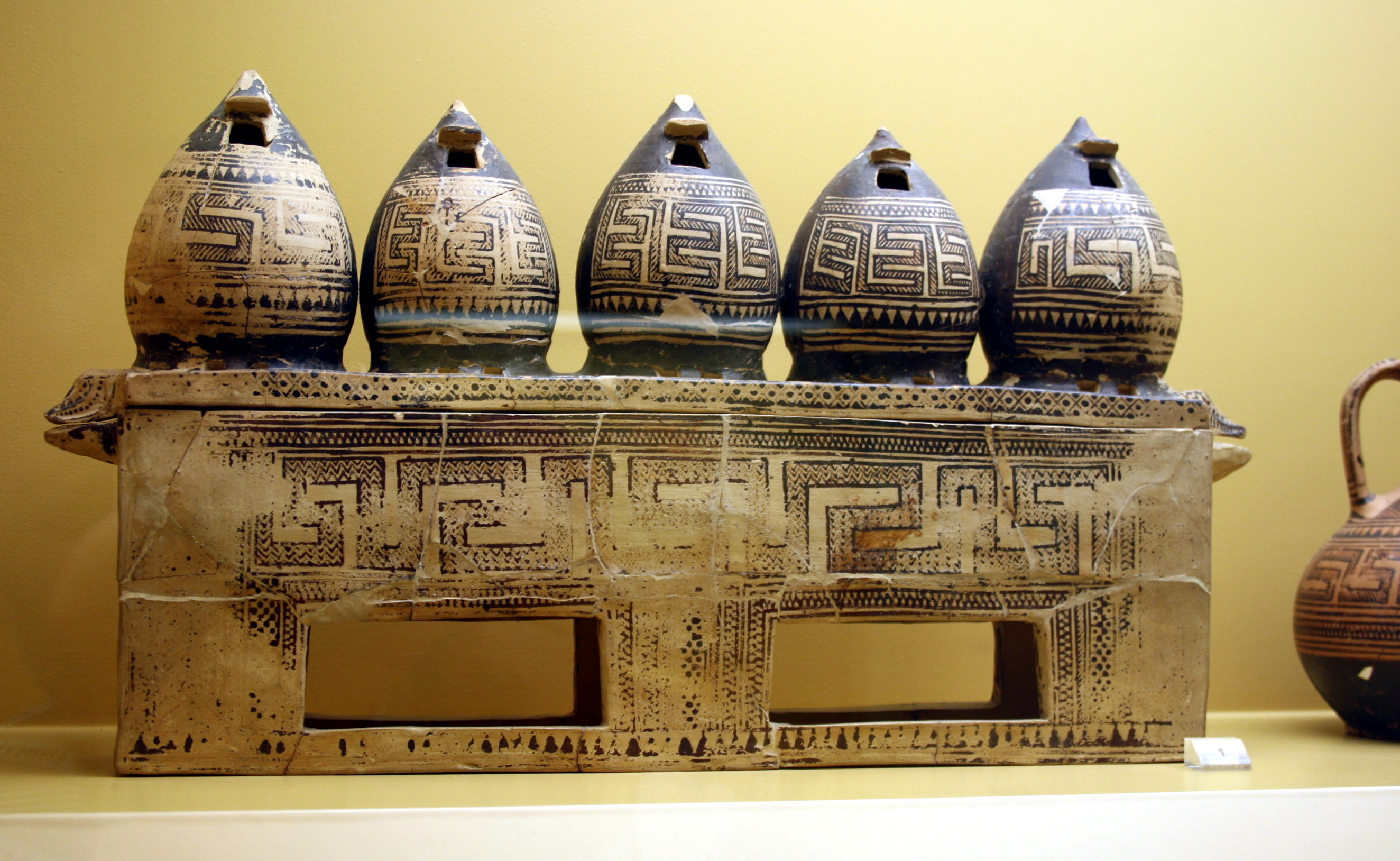
Maquette attique de greniers à céréales dans la tombe d'une femme. Vers 850. Musée de l'Agora antique d'Athènes
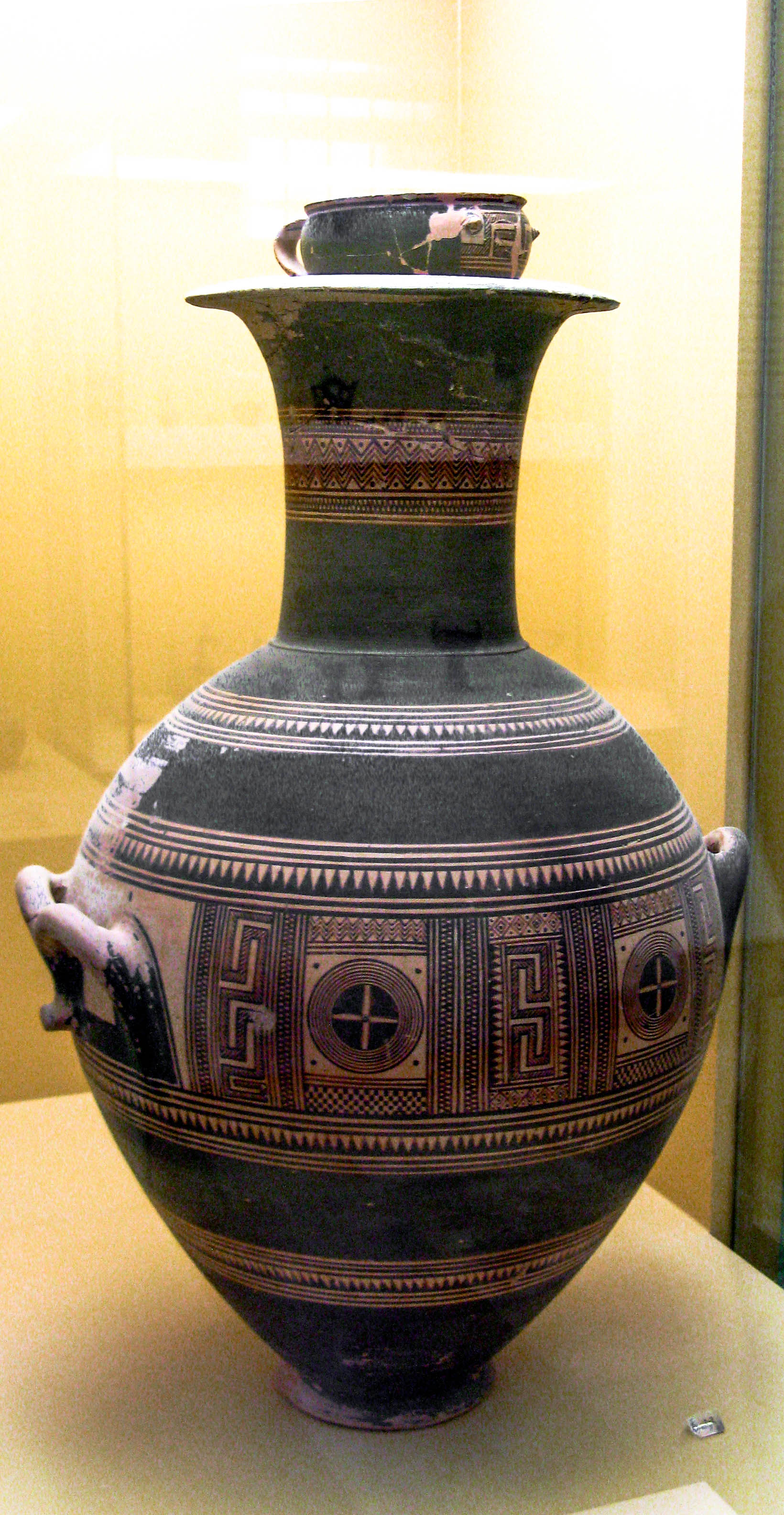
Amphore cinéraire attique d'une femme enceinte. Géométrique ancien. Vers 850. H. 71 cm. Musée de l'Agora antique d'Athènes